# Szent András-törésvonal
A Szent András-törésvonal vagy Szent András-vetődés Észak-Amerika nyugati partvidékén húzódik mintegy 1300 kilométer hosszan. Az Észak-amerikai-kőzetlemez és a Csendes-óceáni-kőzetlemez között húzódó vetődés. Kiindulópontja a Kaliforniai-öböl, ahonnan a szárazföldön mintegy 1000 kilométeren át északnyugati irányba tart, ezután San Franciscótól északra a tenger alatt halad. A törésvonalat 1895-ben Andrew Larson, a Kaliforniai Egyetem professzora azonosította.
A törésvonal diszlokációs zóna, mindkét oldala – a csendes-óceáni-lemez és az észak-amerikai-lemez – folyamatosan mozog ellentétes irányban. Évente körülbelül 5 cm a relatív elmozdulás mértéke, de változó. Az 1906-os San Franciscó-i földrengés után 4,5 méterrel mozdult el. A törésrendszer három nagyobb egységre tagolódik, a déli, középső és északi szegmensekre. Ezek közül a középső rész kevésbé földrengésveszélyes, itt a lemezek csúszása egyenletes. Az északi szakaszon, a San Francisco-öböl körzetében a keleti oldalon több párhuzamos kísérő vető is kialakult a nyírófeszültségek hatására, és éppen a Golden Gate közelében csatlakozik a Szent Andráshoz egy másik nagy törésvonal, a Concord.

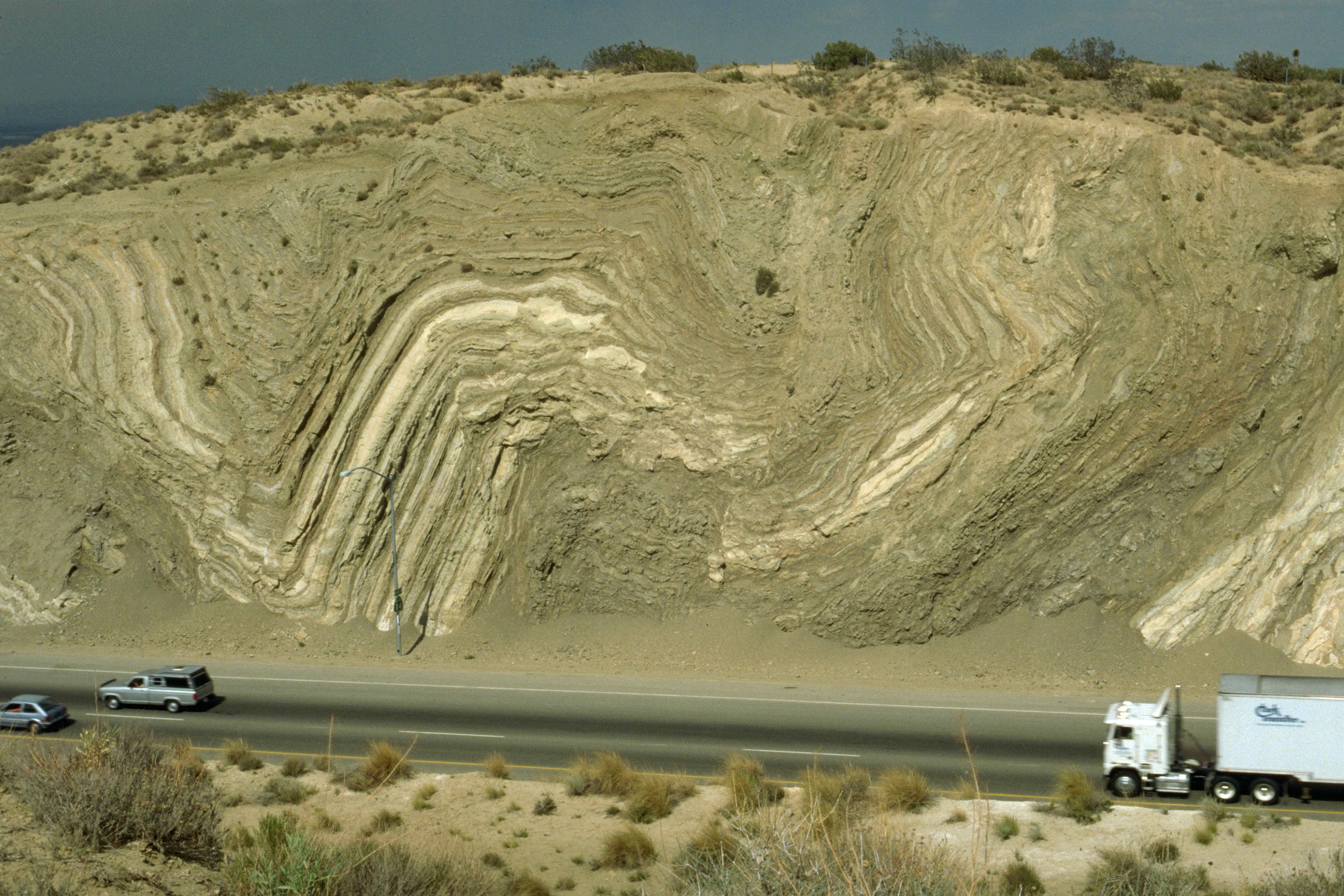
A 14-es autópálya miatt átvágott sziklák Palmdale-től délre. Jól látható a törésvonal keresztmetszete

A törésvonal mintegy 30 millió éve alakult ki, amikor a Csendes-óceáni- és az Észak-amerikai-lemezek közti térségben – egy-két mikrolemez közbezárásával – befejeződött a szubdukció, az egymásnak feszülő lemezek az alábukás és feltorlódás helyett vízszintesen eltérő mozgásba kezdtek.
Geológusok vizsgálják a törésvonal területét, és megállapították, hogy az elkövetkező 30 évben 30% az esélye annak, hogy a Richter-skála szerinti 7,9 erősségű földrengés legyen. Legveszélyesebb terület a törésvonal déli végződésének 190 km-es körzete, ahol jelenleg 13 millió ember él. A Szent András-törésvonal mentén élő közel 50 millió embert nap mint nap veszély fenyegeti, a földmozgások által.
Az utóbbi 1500 évben rengeteg olyan földrengést regisztráltak, amelynek erőssége megközelítette vagy felül is múlta a Richter-skála szerinti 7,5-et. Átlagosan 105 év, de legalább 62 és maximum 192 év telt el két földrengés között. Nevezetesebb rengés volt az 1906-os földrengés, amely talán a legismertebb – és legnagyobb károkat okozta – San Franciscóban. A város romokban hevert, a több napig tartó tűz felemésztette a házakat, valamint több ezer sérültet és halálos áldozatot követelt. Ezen kívül nevezetesebb rengés még az 1989-es Loma Prieta-i és az 1994-es, amely nagy károkat okozott Los Angelesben és egész Dél-Kaliforniában. A legnagyobb erősségű rengés 8-as fokozatú volt.